# Герлих, Фриц
Фриц Герлих (нем. Fritz Gerlich; 15 февраля 1883, Штеттин, — 30 июня 1934, Дахау) — немецкий журналист и историк, один из главных представителей журналистского сопротивления против Адольфа Гитлера и национал-социализма.

## Биография
Карл Альберт Фриц Михаэль Герлих родился 15 февраля 1883 года в Штеттине, в Померании в семье торговца рыбой и домохозяйки. Осенью 1889 года поступил в начальную школу Мариенштифтсгимназиум. Спустя четыре года перешёл в среднюю школу. В 1901 году получил аттестат зрелости.
В 1902 году поступил в Лейпцигский университет, где изучал математику и физику. В следующем году он перешёл в Мюнхенский университет, где изучал историю и антропологию и стал активным членом «Союза вольного студенчества». Завершил образование в 1907 году, защитив диссертацию на тему «Завещание Генриха VI» под руководством Карла Теодора фон Хейгеля, получил докторскую степень. Поступил историком на службу в Баварский государственный архив. Работая архивариусом, писал критические статьи о социалистических и национал-консервативных движениях, которые были опубликованы в Süddeutsche Monatshefte и Die Wirklichkeit. В 1917 году он вступил в Немецкую отечественную партию, а в ноябре 1918 года – в «Антибольшевистскую лигу» (Antibolschewistische Liga).
В 1919 году опубликовал книгу Der Kommunismus als Lehre vom Tausendjährigen Reich («Коммунизм как теория тысячелетнего рейха»), в которой классифицировал коммунизм как форму уничтожения религии. Целая глава в ней посвящена осуждению антисемитизма, получившего в то время распространение из-за того, что многие инициаторы и лидеры революций были евреями.
В эти годы политические взгляды Фрица Герлиха приобрели либеральный характер. В 1920 году его кандидатура выдвигалась от леволиберальной Немецкой демократической партии на выборах депутатов в ландтаг Баварии и в рейхстаг.
9 октября 1920 года в Мюнхене он женился на Софии Боценхарт, урождённой Штемпфле.
С 1920 по 1928 год он был главным редактором Münchner Neueste Nachrichten (MNN), предшественницы нынешней Süddeutsche Zeitung. Выступал против нацизма и национал-социалистической партии, называя идеологию Адольфа Гитлера «убийственной». Ещё в начале 1920-х годов он был свидетелем нацистской тирании в Мюнхене. Некогда сторонник национал-авторитарного движения, после Пивного путча 1923 года Фриц Герлих решительно повернул против Адольфа Гитлера и стал одним из самых его яростных критиков.
В 1927 году он подружился с Терезой Нойман, мистиком, носительницей стигматов и визионером в Коннершреуте в Баварии, поддержавшей его критику в адрес нацизма. Вначале он пришёл к ней, чтобы разоблачить «мошенничество» её стигматов, но вернулся от неё другим человеком. В 1931 году Фриц Герлих перешёл из кальвинизма в католичество. С этого года и до своей смерти, его сопротивление черпало вдохновение из социального учения католической церкви.
В ноябре 1929 года Фриц Герлих вернулся к работе в Баварский государственный архив. В кругу друзей, собравшихся вокруг Терезы Нейман, появилась идея создания политической еженедельной газеты для того, чтобы бороться с левым и правым политическим экстремизмом в Германии. На средства мецената, князя Эриха Вальдбург-Цайль, Фриц Герлих приобрел еженедельник Der Illustrierte Sonntag, в 1932 году переименованный им в Der gerade Weg («Прямой путь»).
В своей газете он выступал против коммунизма, национал-социализма и антисемитизма. Спор с растущим нацистским движением был в центре внимания Фрица Герлиха и его творчества. Так, высмеивая антинаучные расовые теории нацистов, он опубликовал сатирическую заметку о том, что Гитлер из-за формы своего носа не может быть арийцем, а является потомком монгольских кровей. К концу 1932 года газета имела более 40000 подписчиков. 
Фриц Герлих писал: «Национальный социализм ведет к вражде с соседними странами, тирании внутри страны, гражданской войне, мировой войне, лжи, ненависти, братоубийству и безграничной похоти».
30 января 1933 года нацисты пришли к власти в Германии, а уже 9 марта того же года Фриц Герлих был арестован ими и заточен в концентрационный лагерь в Дахау, в Баварии, где 30 июня 1934 года он был убит во время так называемой Ночи длинных ножей.
Фриц Герлих был изображен в телевизионном фильме «Гитлер: Восхождение дьявола». Его образ воплотил актёр Мэттью Модайн. В фильме он диктует первую страницу статьи, которая предупреждает об опасности идей Гитлера, и заканчивает её такими словами: «…худшее, что мы можем сделать, самое худшее, это не делать ничего». Эти слова вдохновлены цитатой, часто ошибочно приписываемой Эдмунду Берку: «Единственное, что необходимо для триумфа зла, это бездействие хороших людей».